# Setge de Breda (1625)
El setge de Breda de 1625 va tenir lloc durant el transcurs de la Guerra europea dels Trenta Anys i de la Guerra dels Vuitanta Anys a Flandes, que enfrontava els terços espanyols de l'exèrcit de Flandes amb les forces de les Províncies Unides dels Països Baixos; la ciutat fortalesa de Breda, sota el govern de Justí de Nassau, va ser assetjada i finalment conquistada pels exèrcits espanyols sota el comandament d'Ambrosio Spínola l'any 1625.
La rendició de Breda va ser una de les victòries més famoses de Spinola i d'Espanya, servint com a font d'inspiració a diverses obres artístiques.

## Antecedents
Després de la treva dels dotze anys, Ambrosi Spinola es va concentrar en els territoris alemanys on ja ocupava Aquisgrà i Wesel des de la Guerra de Successió de Jülich, i el febrer de 1622 va capturar Jülich, Maurici no va poder socórrer la ciutat. L'any següent, Maurici esperava un atac a l'est o al nord però inesperadament, Spinola va colpejar ràpidament el setge de Bergen op Zoom al Ducat de Brabant, que va ser un fracàs amb grans pèrdues, i es va haver d'aixecar el setge quan va arribar Maurici. El 1623 l'exèrcit dels aliats protestants de la República va ser derrotat per l'exèrcit imperial a Stadtlohn.

## La batalla
Sota les ordres de Spinola, els espanyols varen assetjar Breda a l'agost de 1624. La ciutat estava ben fortificada i defensada per una guarnició de catorze mil soldats. Spínola va llançar un atac contra l'exèrcit holandès al comandament de Maurici de Nassau amb l'objectiu de tallar els seus subministraments i vèncer la resistència, pel que va manar construir trinxeres, barricades, fortificacions i túnels subterranis, però els defensors van contrarestar aquesta maniobra construint túnels d'intercepció que van inutilitzar la majoria d'ells. Els defensors resistiren durant gairebé onze mesos amb les reserves que quedaven. Al febrer de 1625, una força de sis mil anglesos sota el comandament d'Ernest de Mansfeld i dos mil danesos a les ordres de Steslaje Vantc, que va morir en combat, no va aconseguir alleujar la situació de la ciutat a causa de l'acció d'una força de tres-cents infants lleugers, 158 piquers i 65 ballesters espanyols provinents de Bolduque que hi van arribar com a reforç i que van resistir als danesos en un monticle proper al camí. Forces angleses que van acudir en auxili dels assetjats tampoc van aconseguir trencar el setge espanyol a la ciutat.
Justí de Nassau es va rendir a Breda al juny de 1625 després d'un costós setge que va deixar milers de morts i mutilats en tots dos bàndols. Entre ells, després d'emmalaltir, es trobava el seu germà Maurici de Nassau, que va morir per malaltia contreta en la campanya.

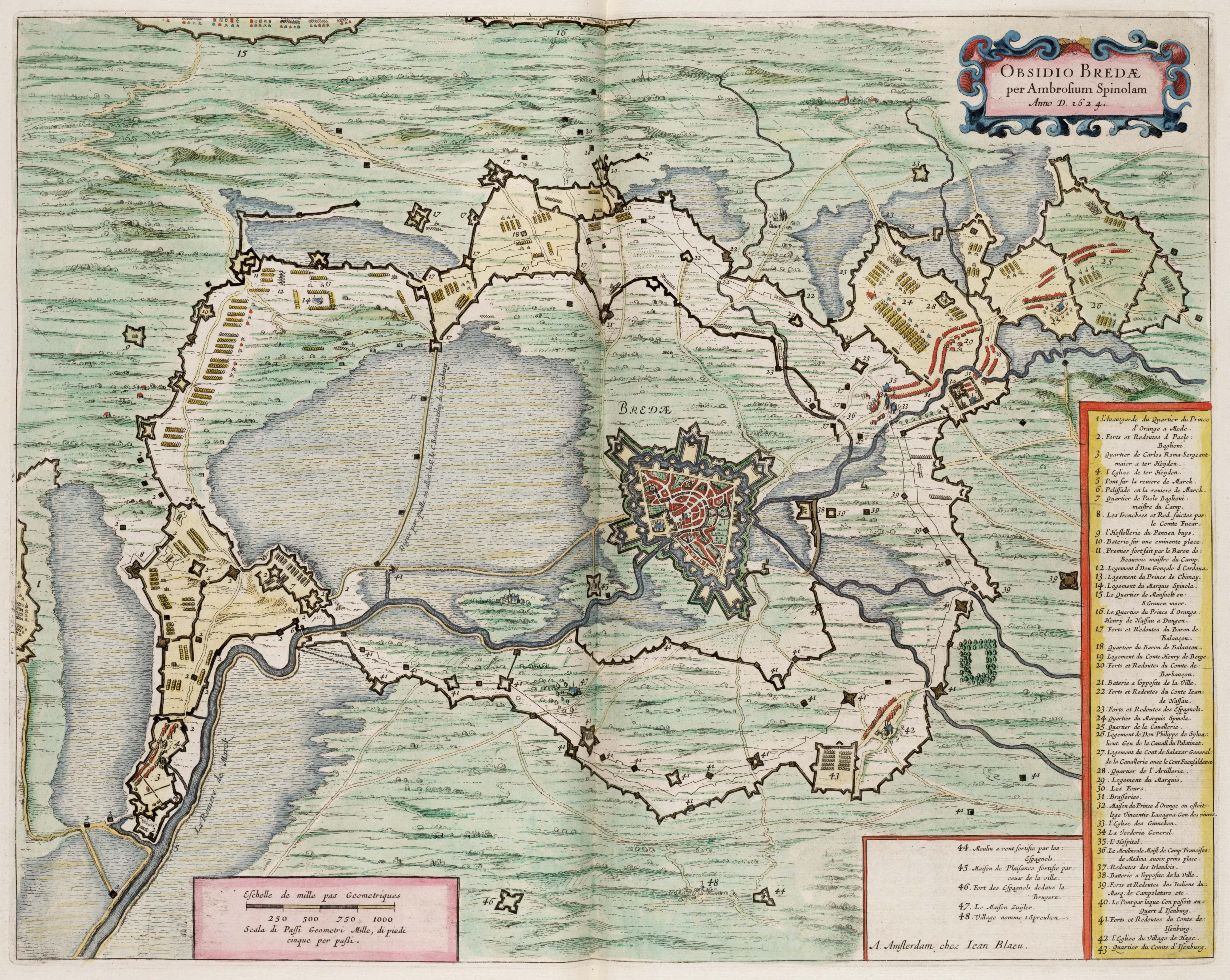
Mapa del setge de Breda per Joan Blaeu

## Conseqüències
El setge de Breda va ser la victòria més important de Spinola i una de les últimes d'Espanya en la Guerra dels Vuitanta Anys. Va ser part d'un pla per aïllar la república del seu hinterland però tot i prendre una ciutat important, la República es va veure obligada a negociar, i durant el setge, Felip IV de Castella va decidir canviar d'estratègia reduint l'exèrcit i canviar a una guerra defensiva més barata. Al mar, però, es va mantenir la guerra ofensiva. Maurici havia mort l'abril de 1625 i el va succeir el seu germanastre Frederic Enric d'Orange-Nassau.
En 1629 després de la captura de Piet Hein de la flota d'Índies, l'estatúder d'Orange va poder conquistar la ciutat fortalesa de Bolduque, trencant el bloqueig per terra. Els esforços d'Espanya als Països Baixos van disminuir a partir de llavors per la manca de fons robats als exèrcits espanyols, de la seva antiga energia i de lluites internes que van entorpir la llibertat de moviment de Spinola. No obstant això, el setge de 1625 va captar l'atenció dels prínceps d'Europa i, durant un temps més llarg, els exèrcits espanyols van intentar recuperar la formidable reputació que havien aconseguit sota Carles V. La batalla de Rocroi va dissipar aquesta il·lusió l'any 1643.
Aquest setge és més conegut pel tema del llenç de Diego Velázquez de 1635, La rendició de Breda.
La ciutat romandria baix domini espanyol fins a 1637, quan l'estatúder Frederic Enric d'Orange-Nassau la recuperaria per a les Províncies Unides després del setge de Breda de 1637.

## Art i literatura
El setge de Breda de 1625 va ser font d'inspiració per a diverses obres literàries i pictòriques.
- La rendició de Breda o Les llances, quadre de Diego Velázquez, és l'obra més famosa de les dedicades a aquest setge.
- Pieter Snayers, pintor flamenc, plasmaria el lloc en tres quadres: Presa de Breda, Isabel Clara Eugenia en el lloc de Breda, Vista del lloc de Breda, conservats en el Museu del Prado de Madrid.
- El lloc de Breda, col·lecció de sis gravats de Jacques Callot.
- Simon A. Vosters publicaria en 1973 La rendició de Breda en la literatura i l'art d'Espanya, una recopilació de les mostres artístiques basades en el lloc de Breda.